# Acalypha hildebrandtii
Acalypha hildebrandtii é uma espécie de flor do gênero Acalypha, pertencente à família Euphorbiaceae.